# Иоксинил
Иоксинил — гербицид из группы замещенных фенолов, нитрилов и органических соединений йода.

## Получение
Иоксинил можно получить в результате галогенирования 4-гидроксибензальдегида йодом и последующей реакции с гидроксиламином и уксусным ангидридом или же непосредственно через галогенирование 4-гидроксибензонитрила йодом.

## Характеристики
Иоксинил представляет собой горючее фоточувствительное бесцветно твердое вещество со слабым запахом фенола, которое практически нерастворимо в воде. Он распадается под воздействием ультрафиолетового излучения. Сложный эфир иоксинила и октановой кислоты (4-циан-2,6-дийодфенилоктаноат C15H16I2NO2) также бесцветное твердое вещество, практически нерастворимое в воде и также как иоксинил подвергается гидролизу в щелочных условиях. Натриевая соль иоксинила хорошо растворима в воде.

## Использование
Иоксинил как и схожий с ним бромоксинил используется в качестве активного ингредиента различных гербицидных смесей. Он разработан компанией May & Baker Ltd. and Amchem Products Inc. и впервые описан в литературе в 1963 году. Его часто используют в сочетании с другими гербицидами и продают под торговыми названиями Actril, Actrilawn, Bentrol, Belgran, Certrol, Cipotril, Dantril, Iotox, Iotril, Oxytril, Sanoxynil, Totril, Toxynil и Trevespan. Эффект основан среди прочего на ингибировании реакции Хилла и разобщение окислительного фосфорилирования, через ингибирование фотосистемы II.

## Утверждение
В странах ЕС иоксинил не утвержден в качестве активного ингредиента в продуктах для защиты растений, поэтому, продукты, содержащие это вещество не встречаются в свободной продаже в Германии и Австрии. В Швейцарии гербициды, содержащие иоксинил, разрешены к использованию и используются для опрыскивания зерновых и овощных культур.

## Примечание
1. 1 2 3 4  Record of CAS RN 1689-83-4 in the GESTIS Substance Database of the IFA.
2. ↑  Thomas A. Unger. Pesticide synthesis handbook (неопр.). — 1996. — С. 825. — ISBN 978-0-81551401-5.
3. 1 2  Robert Irving Krieger. Handbook of pesticide toxicology, Band 1 (неопр.). — Academic Press. — С. 1235. — ISBN 978-0-12426260-7. (недоступная ссылка)
4. ↑  Vallurupalli Sivaji Rao. Principles of weed science (неопр.). — Science Publishers, 1999. — С. 178. — ISBN 978-1-57808069-4.
5. ↑  Generaldirektion Gesundheit und Lebensmittelsicherheit der Europäischen Kommission: Eintrag zu Ioxynil Архивная копия от 12 марта 2016 на Wayback Machine in der EU-Pestiziddatenbank; Eintrag in den nationalen Pflanzenschutzmittelverzeichnissen der Schweiz Архивная копия от 24 марта 2016 на Wayback Machine, Österreichs Архивная копия от 22 апреля 2016 на Wayback Machine und Deutschlands Архивная копия от 12 июля 2016 на Wayback Machine Архивная копия от 12 июля 2016 на Wayback Machine; abgerufen am 12.